# Oscar Levant
Pour les articles homonymes, voir Levant.
Oscar Levant est un pianiste, auteur, compositeur et acteur américain, né le 27 décembre 1906 à Pittsburgh, Pennsylvanie, mort le 14 août 1972 à Beverly Hills (Los Angeles).

## Biographie
Oscar Levant s'installe en 1922 à New York, avec sa mère, Annie, juste après le décès de son père, Max. Il fut marié avec l'actrice Barbara Woodell. Il se marie en secondes noces avec l'actrice et chanteuse June Gale en 1939, et restera marié avec elle jusqu'à sa mort. Il eut trois enfants de son second mariage, Marcia, Lorna et Amanda. Il meurt à 65 ans d'une crise cardiaque et repose au Westwood Village Memorial Park Cemetery de Los Angeles. Il était hypocondriaque. Son épouse est décédée en 1996.

## Filmographie

### comme compositeur
- 1929 : Side Street
- 1929 : The Delightful Rogue
- 1930 : Leathernecking
- 1933 : Celle qu'on accuse (The Woman Accused)
- 1933 : Gambling Ship
- 1934 : Let's Try Again
- 1934 : Crime Without Passion
- 1935 : Black Sheep
- 1935 : Music Is Magic
- 1937 : La Joyeuse Suicidée  (Nothing Sacred)
- 1939 : Le Lien sacré (Made for Each Other)
- 1942 : Fellow Americans
- 1948 : Romance à Rio (Romance on the High Seas)

### comme acteur
- 1929 : The Dance of Life de John Cromwell: Jerry
- 1929 : Night Parade de Malcolm St Clair : Ann Pennington's piano accompanist
- 1935 : In Person : (scenes deleted)
- 1940 : Rhythm on the Riverde Victor Schertzinger : Billy Starbuck
- 1941 : Vedette à tout prix (Kiss the Boys Goodbye) de Victor Schertzinger : Dick Rayburn aka Oscar
- 1945 : Rhapsodie en bleu (Rhapsody in Blue) d'Irving Rapper : Lui-même
- 1946 : Humoresque de Jean Negulesco : Sid Jeffers
- 1948 : Choisie entre toutes (You Were Meant for Me) de Lloyd Bacon : Oscar Hoffman
- 1948 : Romance à Rio (Romance on the High Seas) de Michael Curtiz : Oscar Farrar
- 1949 : Entrons dans la danse (The Barkleys of Broadway) de Charles Walters : Ezra Miller
- 1951 : Un Américain à Paris (An American in Paris) de Vincente Minnelli: Adam Cook
- 1952 : La Sarabande des pantins (O. Henry's Full House) de Howard Hawks : Bill Peoria (The Ransom of Red Chief)
- 1953 : The I Don't Care Girl de Lloyd Bacon : Charles Bennett
- 1953 : Tous en scène (The Band Wagon) de Vincente Minnelli : Lester Marton
- 1955 : La Toile d'araignée (The Cobweb) de Vincent Minnelli : Mr. Capp
- 1958 : The Oscar Levant Show (série TV) : Host

## Citations
« Le bonheur n'est pas une expérience, c'est un souvenir. »

— Oscar Levant

## Anecdotes
La phrase « I told them I was ill » (« Je leur avais bien dit que j'étais malade ») est inscrite sur sa pierre  tombale.
Pendant le tournage du film Un Américain à Paris, il avait l’habitude de traverser le studio de la 20th Century Fox en voiture comme raccourci pour se rendre aux studios de la Metro Goldwin Mayer.
Son nom est cité dans le roman de David Goodis Down There (1956), traduit en français sous le titre Tirez sur le pianiste (Gallimard, 1957) (page 58 de l'édition Folio de 2001).